# سيد خليل
سيد خلـيل (23 ديسمبر 1976 - ) هو لاعب كرة طائرة مصر. شارك في الألعاب الأولمبية الصيفية 2000.

## وصلات خارجية
- سيد خلـيل على موقع عالم الكرة الطائرة (الإنجليزية)
- سيد خلـيل على موقع أوليمبيديا (الإنجليزية)